# Kotchetchoum
Le Kotchetchoum (en russe : Кочечум) est une rivière de Russie qui coule dans le krai de Krasnoïarsk en Sibérie centrale. C'est un affluent de la Toungouska inférieure en rive droite, donc un sous-affluent de l'Ienisseï. 

## Géographie
Le bassin versant du Kotchetchoum a une superficie de 96 400 km2 (surface de taille un peu supérieure à celle du Portugal, ou encore comparable à trois fois celle de la Belgique). 

Son débit moyen en fin de parcours est évalué à environ 800 m3/s. 

La rivière présente des crues annuelles au printemps, de mai à juillet, principalement en juin. La période d'étiage se déroule en hiver. 
Le Kotchetchoum prend naissance dans le krai de Krasnoïarsk, sur le versant sud des monts Poutorana, vaste massif d'origine volcanique situé au nord-est du plateau de Sibérie centrale, dans une région au climat rigoureux, en pleine taïga quasi inhabitée. La rivière coule grosso modo du nord-nord-ouest vers le sud-sud-est. Arrivé aux abords de la Toungouska inférieure, le Kotchetchoum effectue un coude brusque vers la droite et prend de ce fait la direction de l'ouest. Après avoir reçu de droite les eaux du Tembentchi, son plus important affluent, il reprend sa route vers le sud et finit ainsi par se jeter dans la Toungouska inférieure en rive droite, au niveau de la petite ville de Toura (altitude 125 mètres).
À sa confluence, à Toura, le Kotchetchoum roule à peu près autant d'eau que la Toungouska inférieure, si bien que le débit moyen de cette dernière double plus ou moins passant à 1 619 m3/s ,. C'est d'ailleurs à partir de là que la Toungouska inférieure devient navigable en été.

## Le gel
Le Kotchetchoum est habituellement pris par les glaces au mois d'octobre. Le dégel se produit fin mai ou début juin.

Le bassin versant du Kotchetchoum, comme la plus grande partie de la région centre-nord du plateau de Sibérie centrale, repose totalement sur un manteau de sol gelé en permanence (pergélisol continu), d'une épaisseur de plus de 100 mètres, pouvant atteindre 300 mètres.

## Affluents
Principaux affluents, d'amont en aval :
- L'Embentchimè (Эмбенчимэ) (rive droite)
- Le Tourou (Туру) (rive gauche)
- Le Tembentchi (Тембенчи) (rive droite)